# Københavnski požar (1728)
Požar v Kopenhagnu leta 1728 je bil največji požar v zgodovini Københavna na Danskem. Začelo se je 20. oktobra 1728 zvečer in gorelo do jutra 23. oktobra. Uničil je približno 28 % mesta (merjeno s številom uničenih parcel iz katastra) in pustil 20 % prebivalstva brez strehe nad glavo. Obnova je trajala do leta 1737. Nič manj kot 47 % predela mesta, ki izvira iz srednjega veka, je bilo popolnoma izgubljenega in skupaj s københavnskim požarom leta 1795 je glavni razlog, da v sodobnem mestu najdemo le malo sledi srednjeveškega Københavna.
Čeprav je bilo število mrtvih in ranjenih relativno malo v primerjavi z obsegom požara, so bile kulturne izgube ogromne. Poleg več zasebnih knjižnih zbirk je bilo s knjižnico Univerze v Københavnu izgubljenih 35.000 besedil, vključno z velikim številom unikatnih del, v observatoriju na vrhu Rundetårna pa so bili uničeni instrumenti in zapisi Tycha Braheja in Oleja Rømerja.

## Časovnica

### Sreda, 20. oktober
Natančen čas, ko je požar izbruhnil, ni znan. Različni viri omenjajo čas med 6.00 in 20.00, in 19.30 je najboljša ocena. Znana pa je natančna lokacija izvora požara. Skoraj neposredno čez cesto od Vesterporta (Zahodna vrata) je bila Lille Sankt Clemens Stræde. Na vogalu proti Vestervoldu je stala majhna hiša na parceli 'Vester Kvarter 146' (po katastru iz leta 1699) v lasti Signe, vdove Boye Hansen. Parcela je skoraj enaka tisti na vogalu današnje Frederiksberggade (zahodni konec Strøgeta) in trga Mestne hiše. Med vdovinimi najemniki sta bila vodja restavracije Peder Rasmussen in njegova žena Anne Iversdatter. Požar je izbruhnil v drugem nadstropju restavratorjevega stanovanja. Na poizvedbah, ki so bile opravljene po pogasitvi požara, sta oba z ženo izjavila, da je požar zanetil njun sedemletni sin, tako da je pomotoma podrl svečo, bolj verjetno pa je, da je šlo za posledico neprevidnosti na v imenu staršev pri prižiganju sveč in da so otroka krivili, da bi se izognili kazni.
Stražarji so hitro zazvonili alarm, a glede na razmeroma primitivno opremo gasilske enote, dejstvo, da so bile ulice Vester Kvarterja preozke za gasilske črpalke, čudno razpoloženje gasilcev in vrsto nesrečnih dogodkov, je bil boj skoraj brezupen. Veter je tistega večera pihal z jugozahoda in prenašal ogenj po ulicah Lille Sankt Clemens Stræde, Store Sankt Clemens Stræde, Vombadstuestræde, Antiquitetsstræde in Hellig-Kors Stræde. Do 21. ure je glavna ulica Vestergade gorela na obeh straneh. Od tu se je požar razširil po ulicah Store Lars Bjørns Stræde, Lille Lars Bjørns Stræde in Studestræde.
Pozneje istega večera je ogenj dosegel Sankt Peders Stræde, kjer je ogenj zajel študentski dom Valkendorfs Kollegium (lot "Nørre Kvarter 122"). Profesor Peder Horrebow, ki je živel v študentskem domu, je izgubil večino svojega imetja. Verjetno istočasno je ogenj dosegel tudi sobo profesorja Hansa Steenbucha na Studestræde (lot "Nørre Kvarter 60"). Okoli polnoči je požar dosegel duhovnikovo rezidenco pri cerkvi Sankt Petri Kirke.
Na Nørregade je v sredo zvečer izbruhnil še en požar v pivovarni – verjetno med 22. uro. in 23.00.[10] Tik pred tem je prvotni požar dosegel Gammeltorv, kjer so se ljudje borili, da bi zadržali ogenj. Zaradi tega je bila pomoč pri gašenju novega požara poslana pozno. Okrog polnoči se je veter preusmeril na zahod in razmere na Nørregade so postale kritične, saj se je ogenj po široki fronti premikal proti ulici. Sprva so ljudje poskušali ohraniti ogenj na zahodni strani Nørregade, a se je ponoči kljub temu razširil na vzhodno stran. Hkrati se je ogenj premaknil iz današnje Nørre Voldgade proti Nørreportu (Severna vrata).

### Četrtek
V četrtek zgodaj zjutraj so v Gammeltorvu naredili še zadnji obupan poskus preprečiti širjenje plamenov. Na že goreče hiše so streljali s topovi, da so se porušile. Ko to ni delovalo, je bil izdan ukaz, da se hiše razstrelijo s polnitvami črnega smodnika. Stavba, v kateri je bila vinska klet, znana kot Blasen, na vogalu Vestergade in Nørregade je bila prvo rušenje, vendar je ta nevaren podvig propadel, ko je smodnik razneslo, medtem ko so možje še nosili naboje. Medtem ko je stavba padla, so bili ljudje ubiti in ranjeni, eksplozija pa je vžgala bližnje zgradbe, vključno s cerkvijo Vor Frue Kirke. Do 9.30 zjutraj je cerkveni zvonik padel na ulico in kmalu zatem je bila vsa cerkev v plamenih; osebna lastnina, ki so jo ljudje prinesli v cerkev, da bi jih zaščitili pred ognjem, je bila izgubljena.
V Nørregade je ogenj dosegel Sankt Petri Kirke okoli 8. ure zjutraj. Do 9. ure zjutraj so ognjeni zublji dosegli rezidenco škofa Christena Worma (lot "Nørre Kvarter 112"), ki je pogorela do tal. Škofu, ki je bil na poti, so ostala oblačila na hrbtu in trije molitveniki.
V Nytorvu so plameni požrli Det Kongelige Vajsenhus (Kraljevo sirotišnico) (danes je tam okrožno sodišče). Mestna hiša Københavna – takrat med Nytorv in Gammeltorv – je bila zdaj v nevarnosti. Okoli 10. ure zjutraj so ognjeni zublji zajeli stavbo in kmalu so jo dodali na seznam izgubljenih stavb. Od Gammeltorva se je pekel prebil navzdol po Klædeboderneju, Skindergadeju, Skoubogadeju in Vimmelskaftetu proti Amagertorvu, medtem ko je iz Nytorva ogenj našel gorivo na Rådhusstræde proti kanalu Frederiksholms in Slotsholmenu.
Poročali so o novih požarih: hiša grofa Adama Christofferja Knutha v Pustervigu, klet v Købmagergade (Tržna ulica) in kozolec pri Nørreportu (Severna vrata) so izbruhnili v plamenih; slednji se je verjetno vžgal zaradi žerjavice, ki jo je prenašal veter.
Ko je ogenj požrl Vor Frue Kirke, so na Univerzi v Københavnu stavbe gorele ena za drugo. Stavba skupnosti (Kommunitetsbygningen), ki je bila uporabljena za pomoč študentom z brezplačnimi obroki; glavna stavba univerze (Studiegården), na isti lokaciji kot sedanja glavna stavba; in anatomska stavba (Domus Anatomica) in anatomsko gledališče (Theatrum Anatomicum) sta bila izgubljena. Zgoraj omenjeni profesor Hans Steenbuch je poiskal zatočišče na domu profesorja Hansa Grama, kjer sta on in njegovo premoženje našli začasno varnost. Toda zdaj je ogenj dosegel Gramov dom zraven Vor Frue Kirke (parcela Klædebo Kvarter 245) in ni bilo dovolj časa, da bi rešili Steenbuchovo imetje, čeprav je Gram večino svojega rešil pred uničenjem. Vzdolž Kannikestræde so eden za drugim domovi profesorjev Univerze v Københavnu postali žrtev plamenov. Izgubljenih je bilo še več študentskih domov, toda vzdolž Købmagergade je bilo rešeno krilo stavb, vključno s cerkvijo Regenskirken.
Naslednja pomembna žrtev požara je bila cerkev Trinitatis Kirke, v podstrešju katere je bila univerzitetna knjižnica. Ogenj je cerkev zajel okoli 17. ure. in ko je okoli 22. ure popustil strop, je bila celotna knjižnična zbirka predana plamenom. Rundetårn je večinoma ostal nepoškodovan, vendar je observatorij na vrhu zgorel.
Od Gammeltorva se je požar razširil na Ulfeldts Plads, zdaj Gråbrødretorv, okoli 16. ure. Spomenik, ki je osramotil izdajalca Corfitza Ulfeldta, je v vročini izgubil nekaj črk. Nekaj ur kasneje je požar zajel cerkev Helligåndskirken in ob 20. uri so oživeli njeni karijonski zvonovi tako kot vsake pol ure – igrajo Vreden din afvend, herre Gud, af Naade Thomasa Kinga (Preusmeri svojo jezo, Gospod, z milostjo) – tik preden so treščili v ogenj spodaj.
Od cerkve Trinitatis se je požar nadaljeval po Landemærket proti Gothersgadu. Tu se je ogenj srečal z drugo vejo ognja, ki je požrla svojo pot navzdol po današnjem Nørre Voldgade. Okoli polnoči je gorela cerkev Reformert Kirke. Edino mesto v mestu, kjer je bilo nekaj nadzora nad ognjem, je bila okolica Vandkunsten.

### Petek
V petek zjutraj se je veter spet preusmeril, tokrat na sever. Gašenje požara je končno začelo kazati nekaj videza organiziranosti in začeli so se truditi, da bi ustavili ogenj v okolici Magstræde. To pa ni uspelo, ko je okoli poldneva požar zajel tovarno mila na Magstræde. Zdaj je pihal severozahodni veter in gašenje se je prek Snaregade preselilo v Nybrogade, Naboløs in Gammel Strand, vendar Nybrogade ni uspelo rešiti.
Nadalje proti vzhodu se je požar širil proti jugu do Klareboderna in Møntergadeja. Bolnišnica Poul Fechtels na Møntergade je bila utopljena v plamenih, nekaj stanovalcev pa je bilo še vedno notri. V bližini je profesor Ludvig Holberg zapustil svoj dom na Købmagergade (lot "Købmager Kvarter 18"). Okoli polnoči je bil ogenj blizu Silkegade in Store Regnegade.

### Sobota
Tekom noči se je veter polegel in zaustavil napredovanje požara. Šestintrideset domov je bilo izbranih za rušenje, da bi ustvarili požarni pas, ki je ustavil požar na vogalu Store Regnegade in Gothersgade. Zahodneje sta bila ogrožena Amagertorv in cerkev Sankt Nicolai Kirke, vendar je bil požar ustavljen blizu Amagertorva, kjer so bile izgubljene samo tri hiše najbolj severno (»Frimands Kvarter« parcele 8, 10 in 11).
Požar na Magstræde v tovarni mila je še vedno grozil. Ogenj si je zajel pot vzdolž Snaregade. Na koncu Snaregade je bila hiša (parcel "Snarens Kvarter 2") podžupana Christiana Berregaarda, ki so jo ljudje poskušali rešiti. Hiše okoli nje so podrli, hiše na nasprotni strani ulice pa razstrelili s črnim prahom. Rezultat pa je bil komaj kaj boljši od prejšnjega poskusa v vinski kleti. Smodnik je počil, ljudje so morali bežati, da bi rešili svoja življenja, hišo podžupana pa so zažgali in je pogorela do tal. Po neuspelem poskusu reševanja hiše so kljub temu preprečili nadaljnje širjenje požara in med drugim rešili tehtnico Christofferja Valkendorfa.
V skladu s krščansko razlago dneva so upočasnitev požara v soboto videli kot rezultat božjega posredovanja. V zahvalo Bogu je kralj Krisijan VI. Danski leta 1731 uvedel 23. oktober kot nov letni praznik, na katerega je vsaka cerkev v Københavnu imela zahvalno bogoslužje. Ta praznik je bil ukinjen z reformo praznikov leta 1770.

## Izgube
Gmotno škodo zaradi požara je mogoče izračunati z relativno gotovostjo, saj so bili takoj zatem opravljeni podrobni pregledi. Mestni geodet Søren Balle je 1. novembra 1728 predložil prvo raziskavo, 13. aprila 1729 pa je magistrat v Københavnu končal drugo, narejeno v skladu s kraljevo zahtevo z dne 12. decembra 1728. Razlike med obema raziskavama so omejene na obseg škode na 43 parcelah, tako da je precej gotovo, da je bilo 1227 parcel, ki so vsebovale približno 1600 stavb, izgubljenih v plamenih. Celotni København je sestavljalo približno 4500 parcel (po katastru iz leta 1699), tako da je bilo približno 28 % parcel izgubljenih. Za srednjeveški del mesta je razmerje 47 %.
Magistrat je opravil tudi pregled prizanesenih delov mesta, iz katerega izhaja, da je 8749 nekdanjih prebivalcev delov, ki jih je prizadel požar, našlo nova bivališča. Ocenjuje se, da jih je kar 15.000 ostalo brez domov. To je približno 20 % prebivalstva, ki je ocenjeno na 70.000. Vendar število mrtvih in ranjenih ni znano. Nekaj podatkov je mogoče razbrati iz župnijskih matric in drugih virov, število pa ostaja nejasno. Verjetno pa je nizek v primerjavi z obsegom požara.
Medtem ko so bile človeške in premoženjske izgube osupljive, se kulturna izguba čuti še danes. Knjižnica Univerze v Københavnu je bila nedvomno največja in največkrat omenjena med njimi. V plamenih je izginilo 35.000 besedil in velik arhiv zgodovinskih dokumentov. Izgubljena so izvirna dela zgodovinarjev Hansa Svaninga, Andersa Sørensena Vedela, Nielsa Kraga in Arilda Huitfeldta ter znanstvenikov Oleja Worma, Oleja Rømerja, Tycha Braheja ter bratov Hansa in Casparja Bartholina. Zgorela sta tudi Atlas Danicus Pederja Hansena Resena in arhiv škofije Zelandija. Še isti dan, ko je izbruhnil požar, so arhiv škofije preselili v univerzitetno knjižnico.
Izgubljenih je bilo tudi več drugih knjižnih zbirk. Profesor Mathias Anchersen je naredil napako, ko je svoje imetje pospravil na varno v cerkev Trinitatis. Árni Magnússon je izgubil vse svoje knjige, zapiske in zapise, vendar mu je uspelo rešiti velik del svoje dragocene zbirke rokopisnih islandskih rokopisov. V Borchs Kollegiumu je zgorelo 3150 zvezkov skupaj z muzejem Rarirorum, ki je vseboval zbirke zooloških in botaničnih nenavadnosti. V pogorelem observatoriju v Rundetårnu so bili instrumenti in zapisi Tycha Braheja in Oleja Rømerja. Profesorji Horrebow, Steenbuch in oba Bartholinova so izgubili tako rekoč vse. Poleg tega je skupaj z mestno hišo zgorel velik del mestnega arhiva.
V knjižnici na vrhu cerkve Trinitatis je bilo veliko stvari, ki jih svet nima več; škodi ni mogoče pomagati.— Árni Magnússon

## Posledice
Ko se je začela obnova danske prestolnice, so bile uvedene številne spremembe. Imenovana je bila komisija za ureditev ulic. Po raziskavah med ruševinami je ta komisija predložila predlog za oblikovanje 12 do 15 metrov širokih glavnih ulic z 10 metrov širokimi stranskimi ulicami, pri čemer nobena od okoliških hiš ne bo lesena.
Tega načrta pri obnovi niso upoštevali. Čeprav so bile lesene hiše sprva prepovedane, je bila prepoved odpravljena leta 1731, saj so bile zidane hiše precej dražje. Srednjeveški København pa se je trajno spremenil, ko je bila rekonstrukcija končana leta 1737. Ulice niso več sledile prvotnim potem, nekatere pa so celo prenehale obstajati.

## Požarni domovi
Izraz ildebrandshuse 'požarne hiše') se danes nanaša na vrsto vrstnih hiš, ki so bile zgrajene v velikem številu v letih takoj po požaru. Mnoge od njih so bile oblikovane na podlagi splošnih upodobitev Johana Corneliusa Kriegerja po navdihu Christofa Marselisa. Hiše so dvo- ali trinadstropne, široke v petih nadstropjih in imajo poudarjen mansardni zid. Fasada proti ulici je opečnata, ostali deli hiše pa leseni. Običajno so pobarvane v svetlih barvah. Dobro ohranjene primerke danes najdemo na lokacijah, kot sta Gråbrødretorv in Gammel Mønt.
Primer gasilskih domov je na primer na Gråbrødretorv št. 1–9. Primer gasilskega doma z osmimi regali se nahaja na naslovu Valkendorfsgade 36.